# 早雲寺
早雲寺（そううんじ）は、神奈川県足柄下郡箱根町湯本にある、臨済宗大徳寺派の寺院。山号は金湯山。本尊は釈迦如来。寺内には後北条氏5代の墓、連歌師・宗祇の碑がある。国の重要文化財の織物張文台及硯箱、北条早雲肖像画、県指定重要文化財の北条氏綱・氏康らの肖像画がある。

## 歴史
大永元年（1521年）、北条早雲（伊勢盛時）の遺言でその子北条氏綱が京都大徳寺第83世以天宗清を招き創建されたと伝えられている。
だが、大徳寺側の記録では大永元年当時の以天宗清は同寺にいたとされているため、創建年次に関する2つの異説が唱えられている。岩崎宗純は宗清が韮山の香山寺にいた永正年間にまだ健在であった早雲の依頼で湯本に「早雲庵」と呼ぶべき前身寺院を建立したのが事実上の創建で、早雲の死後に菩提寺に改めたとする説を唱えている。これに対して黒田基樹は早雲寺の創建が大永元年とする寺伝そのものが江戸時代以前に存在しない（つまり江戸時代の創作である）とする立場から、早雲寺に湯本の門前町が寄進された年代不明の氏綱発給文書がその花押形が享禄4年（1531年）以降のものであることを指摘して、早雲寺の創建を門前町の寄進の前後である享禄・天文年間であったとする説を唱えている。
天正18年（1590年）、小田原征伐において一時的に豊臣秀吉軍の本営が置かれるが、石垣山城が完成すると当寺を含む一帯は焼き払われた。その後は北条氏の庇護を失って荒廃したが、焼失後の寛永4年（1627年）、僧・菊径宗存により再建。慶安元年（1648年）、3代将軍徳川家光から朱印状を与えられ復興した。

## 境内

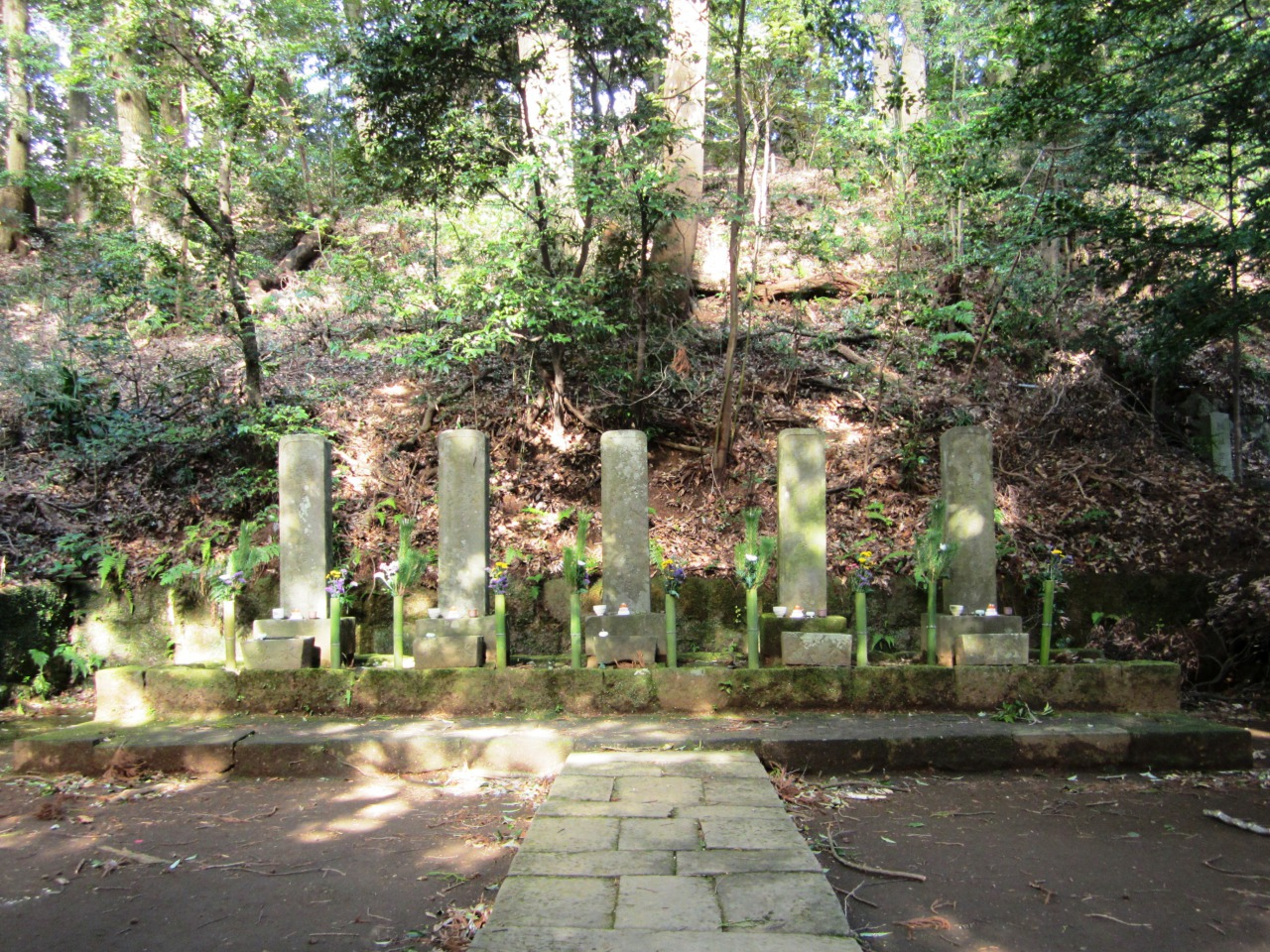
早雲寺の北条五代の墓。
北条早雲の墓碑俗名は「長氏」とある。

- 庭園 - 北条幻庵作

## 文化財

### 重要文化財
- 絹本淡彩北条早雲像
- 織物張文台及硯箱（伝北条氏政所用）（東京国立博物館に寄託）

### 神奈川県指定重要文化財

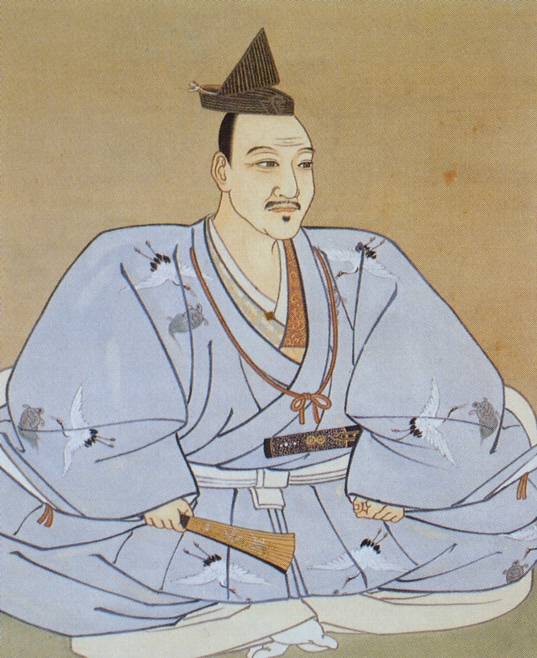
北条氏康像

- 絹本著色北条氏康画像 - 指定年月日： 1967年（昭和42年）2月3日[4]。
室町期の肖像画。画面寸法は縦92.1センチメートル、横61.2センチメートル。中央には上畳に座した北条氏康の姿が描かれている。折烏帽子、白地に鶴亀模様の直垂姿で、腰には腰刀（こしがたな）、右手に金地に萩花の中啓を持った姿で描かれており、没後まもなく製作されたものと考えられている。
- 紙本著色北條氏綱像 - 指定年月日： 1967年（昭和42年）2月3日[4]
桃山時代の肖像画[4]。
- 紙本墨画羅漢図 - 指定年月日： 1967年（昭和42年）2月3日[4]
- 紙本墨画早雲寺本堂襖絵 - 指定年月日： 1967年（昭和42年）2月3日[4]
- 紙本著色枇杷小禽図 - 指定年月日： 1967年（昭和42年）2月3日[4]
- 紙本墨画淡彩機婦図 - 指定年月日： 1984年（昭和59年）11月22日[4]
- 梵鐘 - 指定年月日： 1969年（昭和44年）12月2日[5]。

### 町指定文化財
- 本堂
- 惣門
- 鐘楼